# Leśniczy

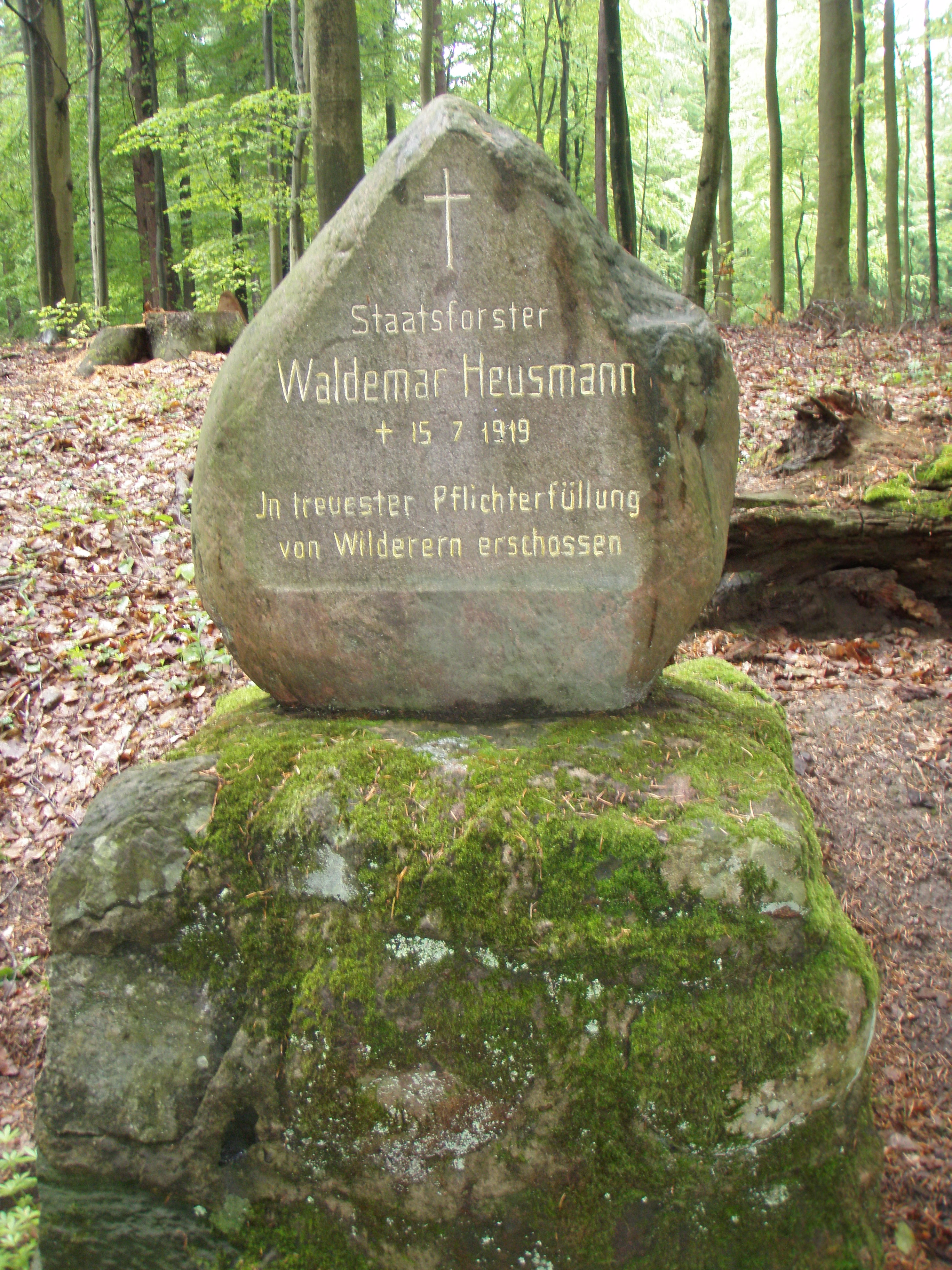
Kamień pamiątkowy w Sopocie na terenie Trójmiejskiego Parku Krajobrazowego upamiętniający leśniczego Waldemara Heusmanna zastrzelonego 15 lipca 1919 przez kłusowników

Leśniczy – osoba, która zarządza, organizuje i nadzoruje prace z zakresu gospodarki leśnej: nasiennictwa, szkółkarstwa, hodowli, ochrony i użytkowania lasu. Zajmuje się także zwalczaniem przestępstw i wykroczeń w zakresie szkodnictwa leśnego, odpowiada za sprzedaż drewna. Swoje działania opiera na instrukcjach ochrony, użytkowania, hodowli i ochrony przeciwpożarowej lasu.

## Historia
Już w okresie Unii Polsko-Litewskiej możemy spotkać urząd leśniczego. Królestwo Polskie i Wielkie Księstwo Litewskie posiadało urząd ziemski o nazwie urząd leśniczego. W roku 1633 w państwie żywieckim leśniczym zamkowym był Maciej Kantorowski mieszkający na zamku w Żywcu, a w roku 1643 „drzewiczy” (leśniczy) królewicza Karola Ferdynanda Wazy (1613–1655) pana na Żywcu. Wówczas zadaniem leśniczego zamkowego była opieka nad lasami państwa żywieckiego jaśnie wielmożnego pana Karola Ferdynanda herbu Waza na terenie będącym jego własnością należącą korony polskiej.

## Czasy współczesne

Patka na mundur.

Leśniczy to osoba zatrudniona w charakterze pracownika leśniczego przez podmiot gospodarczy najczęściej jest pracownikiem Państwowe Gospodarstwo Leśne – „Lasy Państwowe”, które sprawują nadzór nad wszystkimi lasami należącymi do Skarbu Państwa na terenie Polski (z pominięciem Parków Narodowych), zatrudniony w ochronnej Służbie Leśnej w nadleśnictwie. Lasy Państwowe podzielone są na nadleśnictwa (ok. 15–20 tys. ha), które z kolei dzielą się na leśnictwa – którymi, kieruje leśniczy. Szacuje się, że obecnie Lasy Państwowe zatrudniają około 28 000 ludzi.

## Przyjęta leśnicza hierarchia w zawodzie
Leśniczy jest podwładnym nadleśniczego (bezpośrednim przełożonym leśniczego jest zastępca nadleśniczego) i przełożonym podleśniczego (dawniej gajowy) – obecnie pracownik Służby Leśnej, sprawując opiekę nad powierzonym mu geodezyjnie obszarem leśnictwa na terenie którego wykonuje czynności ochronne i administracyjno-obrachunkowe oraz techniczno-gospodarcze.

## Miejsce działalności leśniczego
Miejscem pracy leśniczego jest teren powierzonego mu leśnictwa, a w leśniczówce, lub kancelarii leśnictwa znajduje się pomieszczenie biurowe, w którym może on w wyznaczonych godzinach przyjmować interesantów. Większość pracy leśniczy wykonuje jednak w lesie, przemierzając każdego dnia – pieszo lub samochodem – bardzo wiele kilometrów.
W skład leśnictwa wchodzą lasy w Polsce należące do Skarbu Państwa, jak również mogą to być lasy prywatne powierzone do prowadzenia przez starostę.